# Флорентије Солунски
Свети мученик Флорентије је хришћански мученик и светитељ. 
Рођен је у Солуну. Као хришћанин био је предан побожности и врлина. Проповедао је Јеванђеље и изобличаваао лажна паганска божанства којима се народ у то време клањао. Хришћане је утврђивао у вери, трудећи се свим силама да их научи испуњењу Господњих заповести и врлина. 
Због тога је хегемон града Солуна наредио да га ухапсе и изведу на суд. Флорентије је на суду пред свима смело исповедио своју веру у Исуса Христа као Бога и Творца, а незнабожачке богове је изобличио показујући да су они само дрво, камен, злато, сребро, бакар и гвожђе, бездушни и мртви идоли. Због такве беседе, био је страховито тучан; а након  тога обешен о дрво и струган. После тога га су га бацили у огањ, а свети мученик је радујући се и молећи се и благодарећи Бога тако и умро. Његово мученичко страдање се догодило крајем 2. или почетком 3. века.
Православна црква помиње светог Флорентија 13.(26.) октобра.